# Mizunuma Takasi
Mizunuma Takasi (Szaitama, 1960. május 28. –) japán válogatott labdarúgó.
A japán U20-as válogatott tagjaként részt vett az 1979-es ifjúsági labdarúgó-világbajnokságon.

## Statisztika
| Japán válogatott | Japán válogatott | Japán válogatott |
| Időszak          | Mérk.            | gól              |
| ---------------- | ---------------- | ---------------- |
| 1984             | 5                | 1                |
| 1985             | 8                | 3                |
| 1986             | 0                | 0                |
| 1987             | 8                | 2                |
| 1988             | 3                | 0                |
| 1989             | 8                | 1                |
| Összesen         | 32               | 7                |